# Irlanda ai Giochi della XXXI Olimpiade
L'Irlanda ha partecipato ai Giochi della XXXI Olimpiade, che si sono svolti a Rio de Janeiro, Brasile, dal 5 al 21 agosto 2016.

## Medaglie

### Medagliere per disciplina
| Sport       | Oro | Argento | Bronzo | Totale |
| ----------- | --- | ------- | ------ | ------ |
| Canottaggio | 0   | 1       | 0      | 1      |
| Vela        | 0   | 1       | 0      | 1      |
| Totale      | 0   | 2       | 0      | 2      |

### Medaglie d'argento
| Medaglia | Nome                          | Sport       | Evento                            |
| -------- | ----------------------------- | ----------- | --------------------------------- |
| Argento  | Gary O'Donovan Paul O'Donovan | Canottaggio | 2 di coppia pesi leggeri maschile |
| Argento  | Annalise Murphy               | Vela        | Laser Radial femminile            |

## Nuoto
| Atleta         | Evento     | Batterie | Batterie   | Semifinali      | Semifinali      | Finale          | Finale          |
| Atleta         | Evento     | Tempo    | Classifica | Tempo           | Classifica      | Tempo           | Classifica      |
| -------------- | ---------- | -------- | ---------- | --------------- | --------------- | --------------- | --------------- |
| Nicholas Quinn | 100 m rana | 1:01"29  | 33ª        | non qualificato | non qualificato | non qualificato | non qualificato |